# 朴真熙
朴真熙（韓語：박진희，1978年1月8日—），韓國女演員。

## 演出作品

### 電視劇
- 1997年：KBS《Starts》
- 1998年：SBS《無論好或壞》
- 1999年：KBS《有情》
- 2000年：KBS《手足情深（朝鲜语：성난 얼굴로 돌아보라）》
- 2001年：KBS《愛情奇蹟》飾演 李惠珠
- 2002年：MBC《自從遇見你》飾演 金美珍
- 2006年：SBS《回來吧順愛》飾演 韓楚恩、許順愛
- 2007年：SBS《錢的戰爭》飾演 徐珠熙
- 2007年：SBS《錢的戰爭（番外篇）》飾演 徐珠熙（最後1集客串演出）
- 2010年：MBC《現在還想結婚的女人》飾演 李申英
- 2010年：SBS《Giant》飾演 黃靜妍
- 2011年：JTBC《醱酵家族》飾演 李江山
- 2013年：MBC《龜巖許浚》飾演 睿珍
- 2016年：tvN《記憶》飾演 羅恩善
- 2016年：KBS《Oh My 錦朏》飾演 高江熙
- 2018年：SBS《Return》飾演 崔慈惠（第16集起演出）
- 2019年：SBS《偵探醫生》飾演 都仲恩
- 2021年：WAVVE《愛情場景編號》飾演 鄭青京
- 2021年：SBS《模範計程車》飾演 都靜媛（特別出演）
- 2021年：KBS《太宗李芳远》饰演 元敬王后闵氏
- 2023年：SBS《模範計程車2》飾演 都靜媛（特別出演）

### 電影
- 1998年：《女高怪談》
- 1998年：《戀風戀歌》
- 1999年：《間諜故事》
- 1999年：《散步》
- 2000年：《發達不用本錢》
- 2003年：《星》
- 2005年：《戀愛魔法師》
- 2005年：《愛情談判》
- 2007年：《宮女》
- 2007年：《相遇的廣場》
- 2008年：《甜蜜謊言》
- 2010年：《娘家媽媽》
- 2010年：《走進砲火中》（特別演出）
- 2012年：《青葡萄糖果：17年前的约定》

### MV
- 2005年：Big Mama《女人》
- 2010年：HaHa《酒瓶》

## 獲獎經歷
- 2000年：第23屆黃金攝影賞（朝鲜语：황금촬영상） 新人獎（散步）
- 2006年：SBS演技大賞 10大明星賞、女子人氣賞（回來吧順愛）
- 2007年：Korea Best Dresser Swan Awards 最佳著衣賞
- 2007年：SBS演技大賞 10大明星賞、女子最優秀演技賞（錢的戰爭）
- 2008年：第12屆Fantasia Festival 優秀女演員賞（宮女）
- 2008年：第31屆黃金攝影賞（朝鲜语：황금촬영상） 最優秀女演員演技賞（宮女）
- 2010年：SBS演技大賞 10大明星賞、特別企劃部門優秀女演員賞（GIANT）
- 2022年：KBS演技大獎 女子最優秀演技獎（太宗李芳遠）

## 外部連結
- 朴真熙的Instagram帳戶